# Aud Ketilsdatter
Aud Ketilsdatter, var en nordisk nybyggare under vikingarnas kolonisation av Island under 800-talet. Hon skildras i Sturla Þórðarsons Landnámabók; i Laxdæla saga, där hon kallas Unn, och figurerar även i Njáls saga, Eyrbyggja saga, Eiríks saga rauða och i Grettis saga.